# Augusta von Sachsen-Gotha-Altenburg

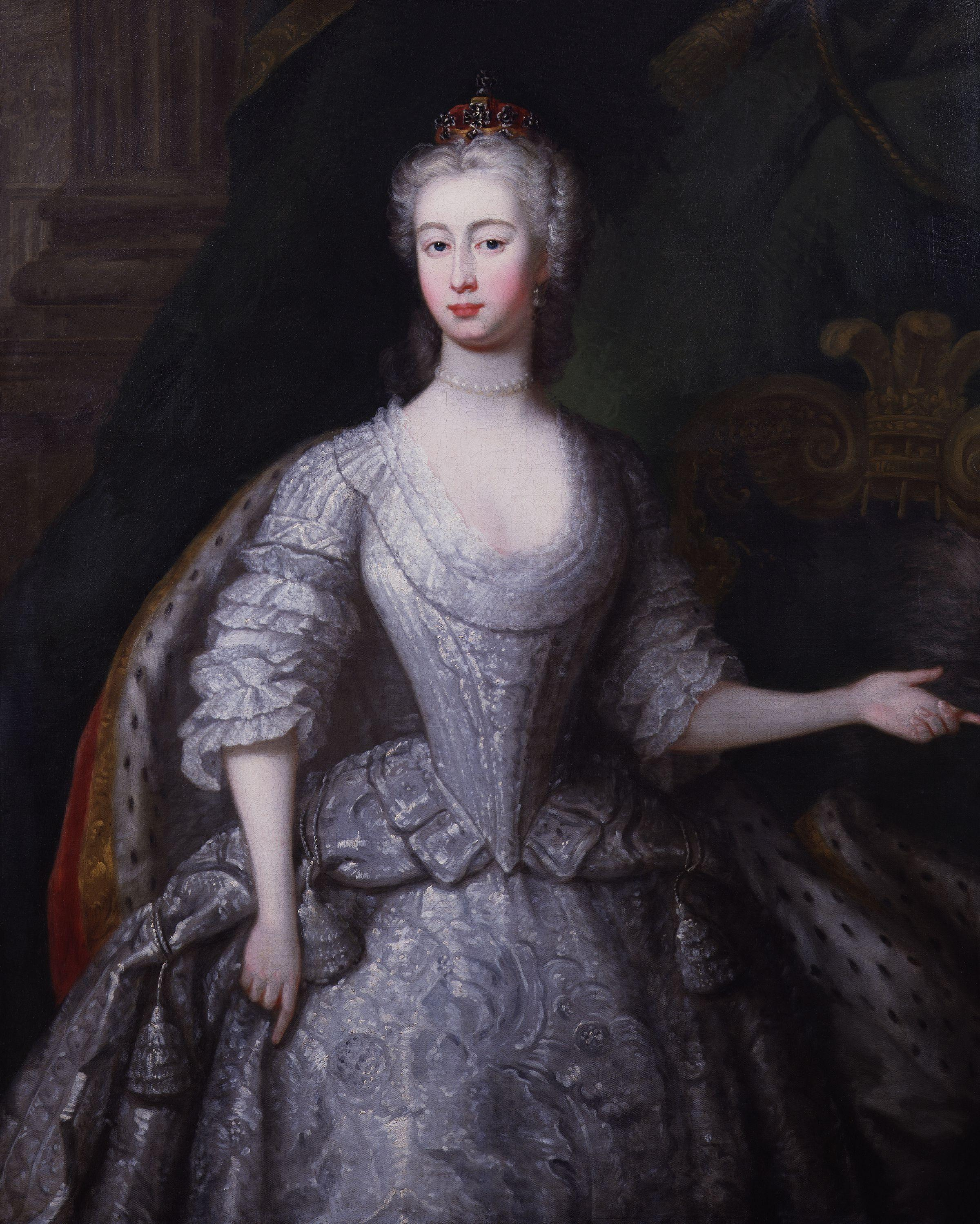
Augusta von Sachsen-Gotha-Altenburg auf einem Ölgemälde von Charles Philips, 1736

Augusta von Sachsen-Gotha-Altenburg (* 30. November 1719 in Gotha; † 8. Februar 1772 in London) war durch ihre Heirat mit Friedrich Ludwig von Hannover Princess of Wales und Mutter des britischen Königs Georg III. Nach ihr benannte James Oglethorpe die Stadt Augusta im US-Bundesstaat Georgia.
In den Jahren als Witwe ließ sie den Park ihres Hauses in Kew (heute im London Borough of Richmond upon Thames gelegen) stark erweitern und verändern und legte damit den Grundstein für Kew Gardens.

## Leben
Augusta wurde als 15. Kind Herzog Friedrichs II. von Sachsen-Gotha-Altenburg und seiner Frau Magdalena Augusta von Anhalt-Zerbst geboren. 1735 hielt sie sich gemeinsam mit ihrer Mutter im Kurfürstentum Braunschweig-Lüneburg auf, das zu jener Zeit auch der britische König Georg II. besuchte. Herzogin und König vereinbarten dort die Hochzeit ihrer beiden Kinder.
16-jährig wurde Augusta 1736 nach England geschickt, ohne auch nur ein Wort Englisch zu können, wo sie am 27. Apriljul. / 8. Maigreg. den zwölf Jahre älteren Friedrich in der Chapel Royal des St James’s Palace heiratete. Georg Friedrich Händel komponierte eigens zu diesem Anlass das Wedding Anthem Sing unto God.
Schnell musste die Jungvermählte merken, dass ihr Ehemann in dauerhaftem Streit mit seinen Eltern lag und dies zu zahlreichen Unannehmlichkeiten für sie führte. Als Augusta 1737 erstmals schwanger war, musste sie auf Wunsch ihres Mannes von Hampton Court Palace in den St James’s Palace umziehen, um zu verhindern, dass die angehenden Großeltern bei der Geburt zugegen sein konnten. Nachdem Augusta am 31. Julijul. / 11. August 1737greg. eine Tochter zur Welt gebracht hatte, die am 29. Augustjul. / 9. Septembergreg. – wieder in Abwesenheit des britischen Königspaars – vom Erzbischof von Canterbury auf den Namen Augusta Friederike Louise getauft worden war, kam es zum endgültigen Bruch zwischen Friedrich und seinem Vater. Er und seine Frau wurden sämtlicher königlicher Paläste verwiesen und mussten ein Haus am St. James’s Square beziehen. Trotz solcher immer wieder auftretenden Ärgernisse beugte sich Augusta zeit ihres Lebens stets dem Willen ihres streitbaren Ehemanns.

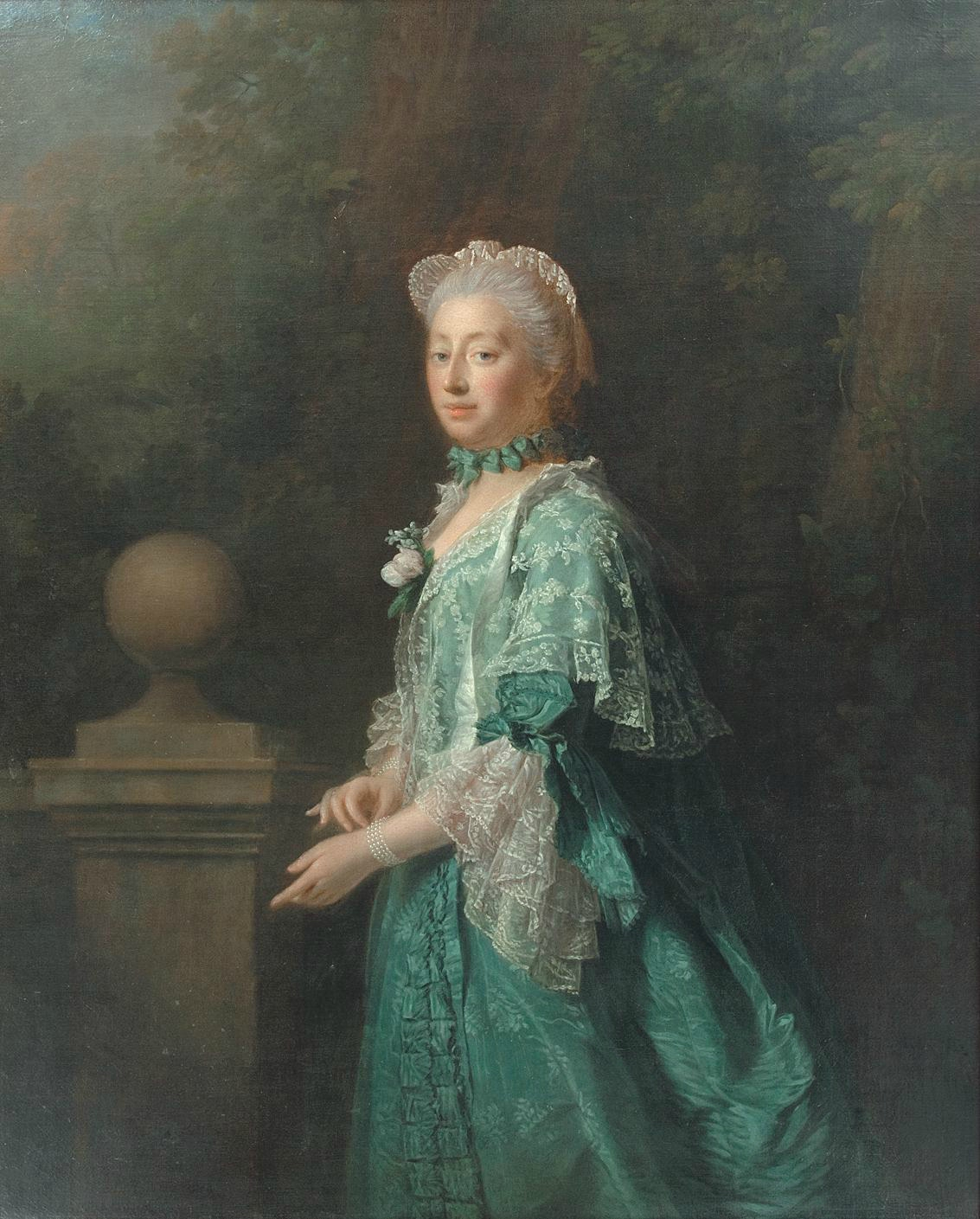
Augusta als Dowager Princess of Wales, 1759

Neben dem Haus am St. James’s Square und dem Herrensitz Cliveden logierte die junge Familie in den folgenden Jahren auch im White House in Kew, dessen Park Kew Gardens Augusta in den Jahren als Witwe maßgeblich erweitern ließ. Sie legte damit den Grundstein für einen der weltweit bekanntesten botanischen Gärten. Noch heute existiert dort eine 1761 in ihrem Auftrag erbaute chinesische Pagode.
Mit dem Tod ihres Mannes im März 1751 wurde Augustas ältester Sohn, der 12-jährige Georg III., neuer Thronfolger und damit Prince of Wales. Augusta trug fortan den Titel Dowager Princess of Wales. Da Georg III. noch unmündig war, erließ das britische Parlament den Regency Act von 1751, der Augusta zur Regentin für ihren Sohn bestimmte. Schon seit geraumer Zeit fungierte John Stuart, 3. Earl of Bute als Lehrer Georgs und stand der Familie als Berater zur Seite. Seine zahlreichen Besuche im White House nach dem Tod Friedrichs sorgten schnell für böses Gerede. Augusta wurde ein Verhältnis mit ihm nachgesagt, was jedoch niemals bewiesen werden konnte.
Nach der Thronbesteigung ihres Sohnes 1760 zog sich die Königsmutter vollkommen vom Hofleben zurück. Sie starb am 8. Februar 1772 im Londoner Carlton House an Kehlkopfkrebs und wurde sieben Tage später am 15. Februar in der Westminster Abbey beigesetzt.

## Nachkommen

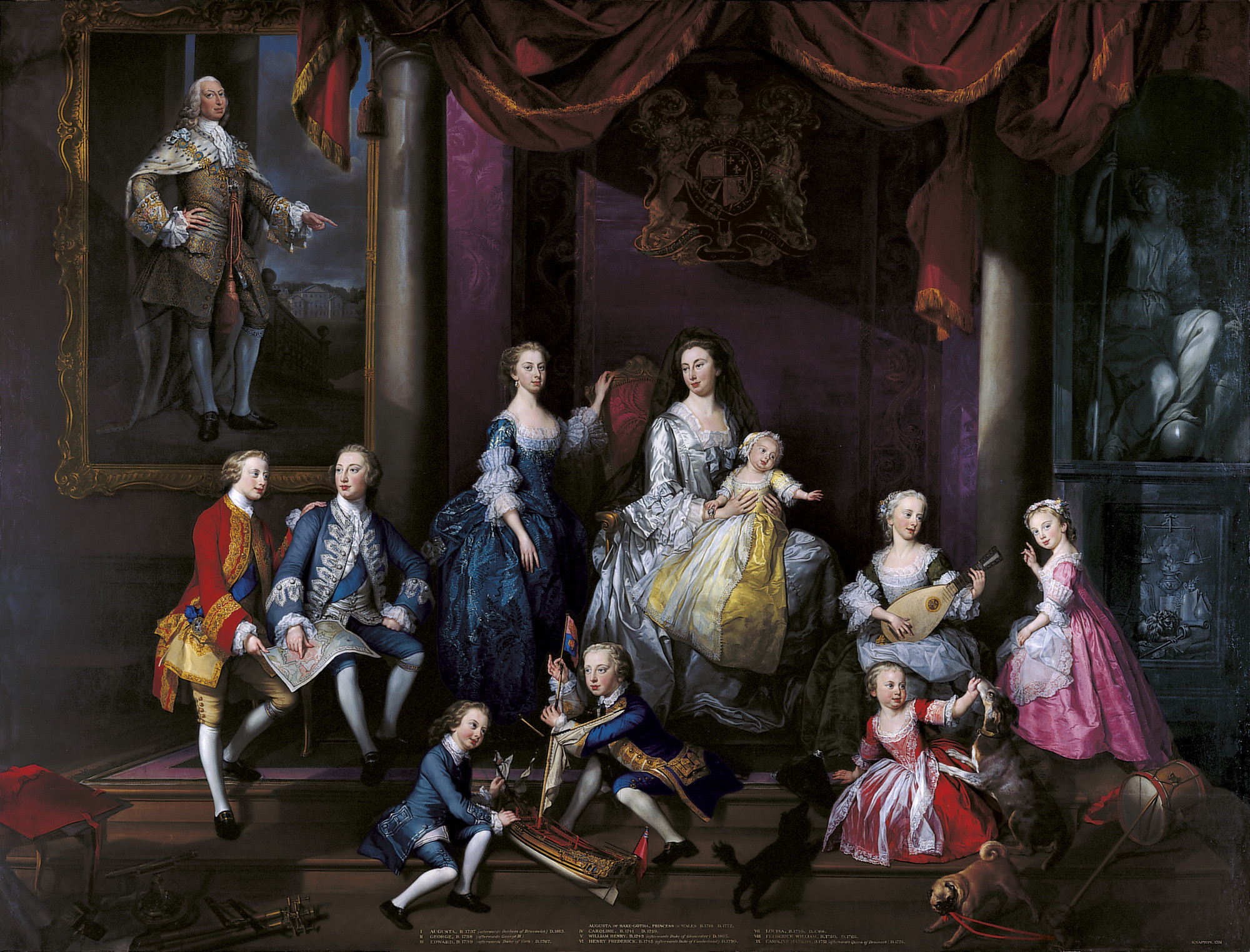
Augusta als Witwe mit ihren Kindern (Gemälde von George Knapton)

Augusta und Friedrich hatten neun gemeinsame Kinder, wovon das letzte erst vier Monate nach Friedrichs Tod zur Welt kam.
- Augusta Friederike Louise (* 11. August 1737; † 23. März 1813), ⚭ Herzog Karl II. Wilhelm Ferdinand von Braunschweig-Wolfenbüttel
- Georg III. (* 4. Juni 1738; † 29. Januar 1820), König von Großbritannien und Irland
- Eduard August (* 25. März 1739; † 17. September 1767), Herzog von York und Albany
- Elisabeth Caroline (* 10. Januar 1741; † 4. September 1759)
- Wilhelm Heinrich (* 25. November 1743; † 25. August 1805), Herzog von Gloucester und Edinburgh
- Heinrich Friedrich (* 7. November 1745; † 18. September 1790), Herzog von Cumberland und Strathearn
- Louisa Anne (* 19. März 1749; † 13. Mai 1768)
- Friedrich Wilhelm (* 24. Mai 1750; † 29. Dezember 1765)
- Caroline Mathilde (* 22. Juli 1751; † 10. Mai 1775), ⚭ König Christian VII. von Dänemark und Norwegen